# Leyden (Massachusetts)
Leyden es un pueblo ubicado en el condado de Franklin en el estado estadounidense de Massachusetts. En el Censo de 2010 tenía una población de 711 habitantes y una densidad poblacional de 15,23 personas por km².

## Geografía
Leyden se encuentra ubicado en las coordenadas 42°41′51″N 72°37′39″O / 42.69750, -72.62750. Según la Oficina del Censo de los Estados Unidos, Leyden tiene una superficie total de 46.67 km², de la cual 46.36 km² corresponden a tierra firme y (0.67%) 0.31 km² es agua.

## Demografía
Según el censo de 2010, había 711 personas residiendo en Leyden. La densidad de población era de 15,23 hab./km². De los 711 habitantes, Leyden estaba compuesto por el 98.31% blancos, el 0% eran afroamericanos, el 0.14% eran amerindios, el 1.13% eran asiáticos, el 0% eran isleños del Pacífico, el 0.14% eran de otras razas y el 0.28% pertenecían a dos o más razas. Del total de la población el 1.13% eran hispanos o latinos de cualquier raza.